# Диздаревич, Славен
Славен Диздаревич (словац. Slaven Dizdarević; род. 3 августа 1981, Сараево) — словацкий легкоатлет, специалист по многоборьям. Выступал за сборную Словакии по лёгкой атлетике в конце 2000-х — начале 2010-х годов, рекордсмен страны в семиборье, участник летних Олимпийских игр в Пекине.

## Биография
Славен Диздаревич родился 3 августа 1981 года в Сараево, Босния и Герцеговина.
Занимался лёгкой атлетикой в Кошице в местном спортивном клубе «Академик».
Выступал на различных соревнованиях в Чехии и Словакии начиная с 2003 года.
Наивысшего успеха как спортсмен добился в сезоне 2008 года, когда вошёл в состав словацкой национальной сборной и благодаря череде удачных выступлений удостоился права защищать честь страны на летних Олимпийских играх в Пекине — набрал в сумме всех дисциплин десятиборья 7021 очко, расположившись в итоговом протоколе соревнований на 24-й строке (впоследствии в связи с дисквалификацией россиянина Александра Погорелова поднялся до 23-й позиции).
После пекинской Олимпиады Диздаревич ещё в течение некоторого времени продолжал представлять Словакию на крупных международных стартах. Так, в феврале 2009 года на соревнованиях в Праге он установил ныне действующий национальный рекорд страны в семиборье — 5712 очка.
В 2010 и 2011 годах принимал участие в престижных международных турнирах TNT – Fortuna Meeting в Кладно.
По завершении спортивной карьеры увлёкся искусством, проявил себя как художник и фотограф.